# Return to Me
Return to Me és una pel·lícula estatunidenca de Bonnie Hunt dirigida el 2000.

## Argument
Bob Rueland i la seva dona Elizabeth formen una parella perfecta, estimada i apreciada per tothom. Quan Elizabeth mor en un accident de cotxe, Bob es torna boig de tristesa i dolor. Algunes hores després de la seva mort, el cor d'Elizabeth és trasplantat al cos de Grace Briggs, que reneix així a la vida. Un any més tard, Bob no ha fet encara el seu dol, malgrat els esforços del seu amic Charlie per arrencar-lo de la seva solitud. Un vespre, tanmateix, accepta sopar amb ell al restaurant. Hi coneix Grace. És l'enamorament sobtat.

## Repartiment
- David Duchovny
- Minnie Driver
- Bonnie Hunt
- James Belushi
- Carroll O'Connor
- Robert Loggia
- David Alan Grier
- Joely Richardson
- Eddie Jones
- Marianne Muellerleile

## Al voltant de la pel·lícula
- Primera direcció de Bonnie Hunt, coneguda per als seus papers a Beethoven, Jumanji i més recentment Cheaper by the Dozen. En aquesta ocasió, coneix David Duchovny (Mulder a  The X-Files), que havia retrobat al rodatge de Beethoven.